# Wolfgang Lüth

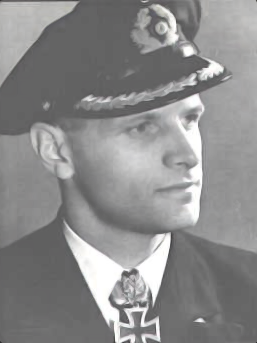

Wolfgang Lüth (15 octobre 1913 - 13 mai 1945) est le deuxième meilleur sous-marinier allemand de la Seconde Guerre mondiale. Il est aussi l'officier de marine allemand promu le plus jeune capitaine de vaisseau ; et le plus jeune à avoir commandé l'académie navale Mürvik. Lüth est l'un des deux seuls officiers de marine allemands, tous deux sous-mariniers, décoré de la croix de chevalier de la croix de fer avec feuilles de chêne, glaives et brillants, l'autre étant Albrecht Brandi.

## Biographie
Allemand de la Baltique, Lüth naît à Riga, en Lettonie puis étudie le droit en Allemagne. Au bout d'un an et demi, il s'engage dans la marine de guerre allemande en avril 1933, obtenant le grade de Seekadett le 23 septembre. Il sert à bord de navires de surface, en formation durant neuf mois autour du monde à bord du croiseur léger Karlsruhe en 1934, puis une année à bord du croiseur léger Königsberg.
En février 1937, il est affecté aux sous-marins. En juillet, il est promu second officier observateur de l' U-27, à bord duquel il avait effectué des patrouilles dans les eaux espagnoles durant la guerre civile. En octobre, il est nommé premier officier observateur de l' U-38, son affectation du début de la guerre le 1er septembre 1939.

## Seconde Guerre mondiale
Le 30 décembre 1939, il se voit confier le commandement de l' U-43, un sous-marin de grande croisière de type IX. À son bord, il effectue cinq patrouilles, coulant douze navires jaugeant un total de 68 077 tonneaux. Le 1er janvier 1941, il est promu Kapitänleutnant. Le 9 mai 1942, il obtient le commandement de l' U-181, un sous-marin de type IXD-2. Sa première patrouille commence à Kiel en septembre 1942. Sa destination est l'Océan Indien et les eaux de l'Afrique du Sud. En octobre, il atteint le travers du Cap et patrouille un mois, coulant douze navires soit 58 831 tonneaux, avant de venir à Bordeaux en janvier 1943. Le 16 novembre 1942, les feuilles de chêne sont apposées sur sa croix de chevalier. En mars 1943, Lüth part pour sa deuxième patrouille au large de l'Afrique du Sud. Elle totalise 205 jours de mer, une durée exceptionnelle pour l'époque, au cours de laquelle il coule dix navires jaugeant 45 331 tonneaux. Il obtient les épées et diamants pour sa croix de fer à l'occasion de cette patrouille. Il est aussi promu Korvettenkapitän le 1er avril 1943.
Après cinq années de service opérationnel en tant que sous-marinier, Lüth prend le commandement de la 22e Unterseebootsflotille en janvier 1944, une unité de formation pour les commandants de sous-marins. En juillet 1944, il obtient le commandement du premier département de l'École navale (Marineschule) Mürwik à Flensburg-Mürwik. Il est promu Fregattenkapitän le 1er août 1944 puis commande la totalité de l'école de formation de la Marine, Marineschule, en septembre, étant promu Kapitän zur Zee.

## Mort
Dans la nuit du 13 mai 1945, alors que l'Allemagne avait déjà capitulé, avant que les Alliés ne débarquent à Flensburg, Lüth est tué pendant la nuit par une sentinelle allemande de sa propre Marienschule de Mürwik. 
Deux versions circulent à ce sujet : il aurait omis de répondre à une sommation de la sentinelle, peut-être volontairement pour commettre une sorte de suicide ; ou bien la sentinelle n'aurait pas entendu sa réponse. Quoi qu'il en soit, Lüth est inhumé le 15 mai 1945, recevant ainsi les dernières funérailles d'État du troisième Reich. Le dernier président du Reich, le Grand-Amiral Karl Dönitz, prononce son éloge funèbre.

## Résumé de carrière
Durant sa carrière, il coule quarante-six navires de commerce soit 225 204 tonneaux de jauge brute dont plusieurs neutres (suédois), un navire de guerre de 552 tonnes et endommagea deux navires soit 17 343 tonneaux. Sa dernière patrouille à bord de l'U-181 a atteint un record de 206 jours, avec une surveillance des eaux entre le Cap et Madagascar, ce qui en fait la deuxième patrouille la plus longue de la guerre.
Lüth a reçu la croix de fer de 1re classe, l'insigne des sous-marins de guerre et la croix de chevalier de la croix de fer avec feuilles de chêne, glaives et brillants, dont il est l'un des deux seuls officiers navals récipiendaires.

### Navires attaqués
| Date              | U-boat | Nom du navire          | Nationalité  | Tonnage | Localisation                                                                                  |
| ----------------- | ------ | ---------------------- | ------------ | ------- | --------------------------------------------------------------------------------------------- |
| 18 janvier 1940   | U-9    | Flandria               | suédois      | 1 179   | Coulé aux coordonnées géographiques 54° 00′ N, 3° 40′ E                                       |
| 19 janvier 1940   | U-9    | Patria                 | suédois      | 1 188   | Coulé aux coordonnées géographiques 54° 00′ N, 3° 30′ E                                       |
| 11 février 1940   | U-9    | Linda                  | estonien     | 1 213   | Coulé aux coordonnées géographiques 58° 51′ N, 1° 54′ E                                       |
| 20 avril 1940     | U-9    | destroyer              | —            | —       | torpillé                                                                                      |
| 4 mai 1940        | U-9    | San Tiburcio           | anglais      | 5 995   | Coulé aux coordonnées géographiques 57° 46′ N, 3° 45′ E par une mine posée le 10 février 1940 |
| 9 mai 1940        | U-9    | Doris                  | français     | 600     | Coulé aux coordonnées géographiques 53° 40′ N, 4° 00′ E                                       |
| 11 mai 1940       | U-9    | Tringa                 | anglais      | 1 930   | Coulé aux coordonnées géographiques 51° 29′ N, 2° 25′ E                                       |
| 11 mai 1940       | U-9    | Viiu                   | estonien     | 1 908   | Coulé aux coordonnées géographiques 51° 22′ N, 2° 26′ E                                       |
| 23 mai 1940       | U-9    | Sigurd Faulbaum        | belge        | 3 256   | Coulé aux coordonnées géographiques 51° 29′ N, 2° 38′ E                                       |
| 20 septembre 1940 | U-138  | New Sevilla            | anglais      | 13 801  | Coulé aux coordonnées géographiques 55° 48′ N, 7° 22′ O                                       |
| 20 septembre 1940 | U-138  | Boka                   | panamien     | 5 560   | Coulé aux coordonnées géographiques 55° 54′ N, 7° 24′ O                                       |
| 20 septembre 1940 | U-138  | City of Simla          | anglais      | 10 138  | Coulé aux coordonnées géographiques 55° 55′ N, 8° 20′ O                                       |
| 21 septembre 1940 | U-138  | Empire Adventure       | anglais      | 5 145   | Coulé aux coordonnées géographiques 55° 48′ N, 7° 22′ O                                       |
| 13 octobre 1940   | U-138  | Dagrun                 | norvégien    | 4 562   | torpilles manqués, détonants à 30-50 mètres sur le côté du navire                             |
| 15 octobre 1940   | U-138  | Bonheur                | anglais      | 5 327   | Coulé aux coordonnées géographiques 57° 10′ N, 8° 36′ O                                       |
| 15 octobre 1940   | U-138  | British Glory          | anglais      | 6 993   | Endommagé aux coordonnées géographiques 57° 10′ N, 8° 36′ O                                   |
| 2 décembre 1940   | U-43   | Pacific President      | anglais      | 7 113   | Coulé aux coordonnées géographiques 56° 04′ N, 18° 45′ O                                      |
| 2 décembre 1940   | U-43   | Victor Ross            | anglais      | 12 247  | Coulé aux coordonnées géographiques 56° 04′ N, 18° 30′ O                                      |
| 6 décembre 1940   | U-43   | Skrim                  | norvégien    | 1 902   | Coulé aux coordonnées géographiques 53° N, 21° O                                              |
| 13 décembre 1940  | U-43   | Orari                  | anglais      | 10 350  | Endommagé aux coordonnées géographiques 49° 50′ N, 20° 55′ O                                  |
| 15 mai 1941       | U-43   | Notre Dame du Châtelet | français     | 488     | Coulé aux coordonnées géographiques 48° N, 14° O                                              |
| 6 juin 1941       | U-43   | IJsselhaven            | néerlandais  | 4 802   | Coulé aux coordonnées géographiques 49° 25′ N, 40° 54′ O                                      |
| 17 juin 1941      | U-43   | Cathrine               | anglais      | 2 727   | Coulé aux coordonnées géographiques 49° 30′ N, 16° 00′ O                                      |
| 29 novembre 1941  | U-43   | Thornliebank           | anglais      | 5 569   | Coulé aux coordonnées géographiques 41° 50′ N, 29° 28′ O                                      |
| 30 novembre 1941  | U-43   | Ashby                  | anglais      | 4 868   | Coulé aux coordonnées géographiques 36° 54′ N, 29° 51′ O                                      |
| 2 décembre 1941   | U-43   | Astral                 | américain    | 7 542   | Coulé aux coordonnées géographiques 35° 40′ N, 24° 00′ O                                      |
| 12 janvier 1942   | U-43   | Yngaren                | suédois      | 5 246   | Coulé aux coordonnées géographiques 57° 00′ N, 26° 00′ O                                      |
| 14 janvier 1942   | U-43   | Chepo                  | panamien     | 5 707   | Coulé aux coordonnées géographiques 58° 30′ N, 19° 40′ O                                      |
| 14 janvier 1942   | U-43   | Empire Surf            | anglais      | 6 641   | Coulé aux coordonnées géographiques 58° 42′ N, 19° 18′ O                                      |
| 3 novembre 1942   | U-181  | East Indian            | américain    | 8 159   | Coulé aux coordonnées géographiques 37° 23′ S, 13° 34′ E                                      |
| 8 novembre 1942   | U-181  | Plaudit                | panamien     | 5 060   | Coulé aux coordonnées géographiques 36° 00′ S, 26° 32′ E                                      |
| 10 novembre 1942  | U-181  | K.G. Meldahl           | norvégien    | 3 799   | Coulé aux coordonnées géographiques 34° 59′ S, 29° 45′ E                                      |
| 13 novembre 1942  | U-181  | Excello                | américain    | 4 969   | Coulé aux coordonnées géographiques 32° 23′ S, 30° 07′ E                                      |
| 19 novembre 1942  | U-181  | Gunda                  | norvégien    | 2 241   | Coulé aux coordonnées géographiques 25° 40′ S, 35° 53′ E                                      |
| 20 novembre 1942  | U-181  | Corinthiakos           | grec         | 3 562   | Coulé aux coordonnées géographiques 25° 42′ S, 33° 27′ E                                      |
| 22 novembre 1942  | U-181  | Alcoa Pathfinder       | américain    | 6 797   | Coulé aux coordonnées géographiques 26° 59′ S, 33° 10′ E                                      |
| 24 novembre 1942  | U-181  | Dorington Court        | anglais      | 5 281   | Coulé aux coordonnées géographiques 27° 00′ S, 34° 45′ E                                      |
| 24 novembre 1942  | U-181  | Mount Helmos           | grec         | 6 481   | Coulé aux coordonnées géographiques 26° 38′ S, 34° 59′ E                                      |
| 28 novembre 1942  | U-181  | Evanthia               | grec         | 3 551   | Coulé aux coordonnées géographiques 25° 13′ S, 34° 00′ E                                      |
| 30 novembre 1942  | U-181  | Cleanthis              | grec         | 4 153   | Coulé aux coordonnées géographiques 24° 29′ S, 35° 44′ E                                      |
| 2 décembre 1942   | U-181  | Amarylis               | panamien     | 4 328   | Coulé aux coordonnées géographiques 28° 14′ S, 33° 24′ E                                      |
| 11 avril 1943     | U-181  | Empire Whimbrel        | anglais      | 5 983   | Coulé aux coordonnées géographiques 2° 31′ N, 19° 18′ O                                       |
| 11 mai 1943       | U-181  | Tinhow                 | anglais      | 5 232   | Coulé aux coordonnées géographiques 25° 15′ S, 33° 30′ E                                      |
| 27 mai 1943       | U-181  | Sicilia                | suédois      | 1 633   | Coulé aux coordonnées géographiques 24° 31′ S, 35° 12′ E                                      |
| 7 juin 1943       | U-181  | Harrier                | sud-africain | 193     | Coulé aux coordonnées géographiques 29° 00′ S, 34° 00′ E                                      |
| 2 juillet 1943    | U-181  | Hoihow                 | anglais      | 2 798   | Coulé aux coordonnées géographiques 19° 30′ S, 55° 30′ E                                      |
| 15 juillet 1943   | U-181  | Empire Lake            | anglais      | 2 852   | Coulé aux coordonnées géographiques 21° 27′ S, 51° 47′ E                                      |
| 16 juillet 1943   | U-181  | Port Franklin          | anglais      | 7 135   | Coulé aux coordonnées géographiques 22° 36′ S, 51° 22′ E                                      |
| 4 août 1943       | U-181  | Dalfram                | anglais      | 4 558   | Coulé aux coordonnées géographiques 20° 53′ S, 56° 43′ E                                      |
| 7 août 1943       | U-181  | Umvuma                 | anglais      | 4 419   | Coulé aux coordonnées géographiques 20° 18′ S, 57° 14′ E                                      |
| 12 août 1943      | U-181  | Clan Macarthur         | anglais      | 10 528  | Coulé aux coordonnées géographiques 23° 00′ S, 53° 11′ E                                      |

### Promotions
| 1er avril 1933     | Offiziersanwärter    |
| 23 septembre 1933  | Seekadett            |
| 1er juillet 1934   | Fähnrich zur See     |
| 1er avril 1936     | Oberfähnrich zur See |
| 1er octobre 1936   | Leutnant zur See     |
| 1er juin 1938      | Oberleutnant zur See |
| 1er janvier 1941   | Kapitänleutnant      |
| 1er avril 1943     | Korvettenkapitän     |
| 1er août 1944      | Fregattenkapitän     |
| 1er septembre 1944 | Kapitän zur See      |

### Décorations
- Croix d'Espagne en bronze (6 juin 1939)[4]
- Médaille des Sudètes (16 septembre 1939)[5]
- Insigne des sous-mariniers (12 octobre 1944)[4]
- Insigne de guerre des sous-mariniers avec diamants (26 janvier 1943)[4]
- Croix de guerre de la Valeur militaire (1er novembre 1941)[4]
- Croix de fer (1939)[4]
  - 2e classe (25 janvier 1940)[5]
  - 1re classe (15 mai 1940)[5]
- Gauehrenabzeichen des Reichgaues Wartheland (24 octobre 1943)[6]
- Croix de chevalier de la croix de fer avec feuilles de chêne, glaives et brillants
  - Croix de chevalier le 24 octobre 1940) en tant que Oberleutnant zur See and commander of U-138[7]
  - 142e feuilles de chêne le 13 novembre 1942 en tant que Kapitänleutnant et commandant du U-181[7]
  - 29e glaives le 15 avril 1943 en tant que Kapitänleutnant et commandant du U-181[7]
  - 7e diamants le 9 août 1943 en tant que Korvettenkapitän et commandant du U-181[7]
- Mentionne 2 fois dans la revue Wehrmachtbericht

## Sources
- Wolfgang Lüth sur uboat.net